# Бугров, Александр Петрович
Бугров, Александр Петрович (1809—1883) — нижегородский купец, одним из ведущих промышленников Поволжья своего времени. Почётный гражданин Нижнего Новгорода.

## Биография
Модернизировал мельницы своего отца, Петра Егоровича Бугрова, заменив деревянные водяные колёса водяными турбинами. Впоследствии к водяным турбинам были добавлены паровые двигатели, которые помогли перерабатывать зерно круглый год. Начал строительство нижегородского ночлежного дома для бедных, которое завершил его сын, Николай Александрович Бугров.
Был активным участником вердеревской аферы 1864—1865 годов, заключавшейся в том, что глава Нижегородской казённой палаты незаконно сбывал государственные соляные запасы через купцов. За участие в строительстве второго городского водопровода был удостоен звания Почётного гражданина Нижнего Новгорода.